# Tipula savtshenkoana
Tipula savtshenkoana är en tvåvingeart som beskrevs av Alexander 1964. Tipula savtshenkoana ingår i släktet Tipula och familjen storharkrankar. Inga underarter finns listade i Catalogue of Life.